# Szixtusz Bourbon–parmai herceg
Szixtusz Bourbon–parmai herceg, teljes nevén Sixtus (Sisto) Ferdinand Maria Ignazio Alfred Robert di Borbone-Parma (Wartegg kastély, Rorschacherberg, Sankt Gallen kanton, Svájc, 1886. augusztus 1. – Párizs, 1934. március 14.), a Bourbon-ház parmai ágából származó herceg, I. Róbertnek, Parma utolsó uralkodó hercegének második házasságából született fia, Zita osztrák császárné, magyar királyné bátyja. Az első világháború idején a belga királyi haderő tisztje. 1917-ben öccsével, Xavér herceggel együtt közvetíteni próbált a háborúban álló Franciaország és Osztrák–Magyar Monarchia között. A próbálkozás kudarcba fulladt, és Szixtusz-ügy (vagy Szixtusz-affér) néven vált ismertté.

## Élete

### Származása

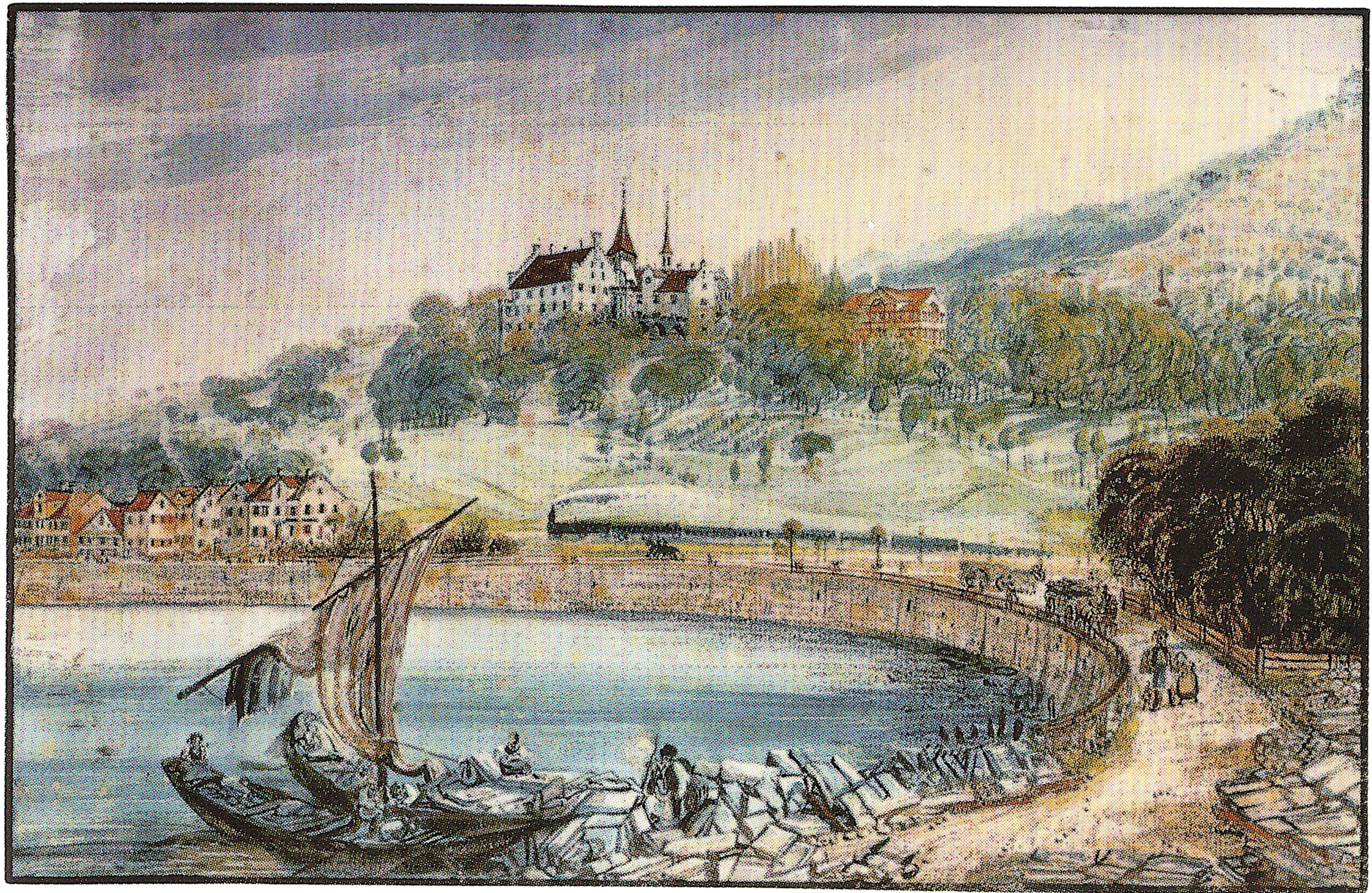
Szixtusz herceg szülőhelye, a Wartegg kastély (1870-es akvarell)

Szixtusz herceg a Bodeni-tó svájci partján fekvő Rorschacherbergben született.
Édesapja a Bourbon-ház parmai ágából való I. Róbert (1848–1907) volt, Parma utolsó (névlegesen) uralkodó hercege, III. Károly (Ferdinánd) parmai herceg (1823–1854) és Louise Marie Thérèse de Bourbon francia királyi hercegnő (1819–1864) legidősebb fia, aki 1859-ben a szárd–francia–osztrák háborúban elszenvedett osztrák vereség nyomán elveszítette trónját, és családjával Svájcba menekült.
Édesanyja apjának második felesége, Mária Antónia portugál infánsnő (1862–1959) volt, I. Mihály portugál király (1802–1866) és Adelheid Zsófia löwenstein-wertheim-rosenbergi hercegnő (1831–1909) leánya.
Szixtusz herceg féltestvérei, apjának első házasságából, amelyet Mária Pia nápoly–szicíliai hercegnővel (1849–1882) volt, II. Ferdinánd nápoly–szicíliai király leányával kötött:
1. Mária Lujza Pia Terézia Anna (1870−1899), aki 1893-ban a Szász–Coburg–Gothai-házból származó I. Ferdinánd bolgár cár (1861–1948) felesége lett.
2. Ferdinánd Mária Károly (*/† 1871) kisgyermekként meghalt.
3. Lujza Mária Annunciáta Terézia (1872−1943), szellemi fogyatékkal született.
4. Henrik Mária Albert Ferdinánd Károly Piusz Lajos Antal (1873−1939), szellemi fogyatékkal született, ennek ellenére apja halála (1907) után a Parmai Hercegség trónörökösévé nyilvánították, a címet haláláig viselte.
5. Mária Immakuláta Lujza Franciska (1874–1914), szellemi fogyatékkal született.
6. József Mária Péter Pál Ferenc (1875−1950), szellemi fogyatékkal született, Henrik halála (1939) után Parma címzetes hercege.
7. Mária Terézia Pia (1876–1959), szellemi fogyatékkal született.
8. Mária Pia Antonietta (1877–1915), szellemi fogyatékkal született.
9. Beatrix Kolumba Mária Immakuláta Leonie (1879−1946), aki 1906-ban Pietro Lucchesi-Palli grófhoz ment feleségül.
10. Illés (Éliás) Róbert Barló Mária Piusz (1880–1959), aki 1903-ban Habsburg–Tescheni Mária Anna Izabella főhercegnőt, Frigyes főherceg leányát vette feleségül. 1959-től haláláig Parma címzetes hercege volt.
11. Mária Anasztázia (*/† 1881), kisgyermekként meghalt.
12. Auguszta (*/† 1882), születésekor meghalt, édesanyjával együtt.

Az édestestvérek az apa második házasságából:
1. Adelheid Erika Pia Antónia (1885–1959), aki Benedek-rendi apáca lett a franciaországi Solesmes kolostorban.
2. Szixtusz (Sisto) Ferdinánd Mária Ignác Alfonz Róbert (1886–1934), aki 1919-ben Hedwige de la Rochefoucauld hercegnőt (1896–1986) vette feleségül.
3. Ferenc Xavér (Saverio) Károly Mária Anna Lajos (1889–1977), aki 1927-ben Madeleine von Bourbon-Busset hercegnőt vette feleségül, 1974-től haláláig I. Xavér néven ő volt Parma címzetes hercege.  A címet fia, Károly Hugó (1930–2010) örökölte, és viselte 1977-től haláláig.
4. Franciska Jozefa Mária Terézia Erzsébet (1890–1978), aki Benedek-rendi apáca lett a franciaországi Solesmes kolostorban.
5. Zita Mária Grácia Mikaéla Raffaella Gabriella (1892–1989), aki 1911-ben házasságot kötött a Habsburg–Lotaringiai-házból való Károly osztrák főherceggel (1887–1922), aki 1914-től az Osztrák–Magyar Monarchia trónörököse, majd 1916-tól IV. Károly néven magyar király, I. Károly néven osztrák császár lett.
6. Félix (Felice) Mária Vince (1893–1970), aki 1919-ben unokanővérét, Sarolta luxemburgi nagyhercegnőt (1896–1985) vette feleségül.
7. René (Renato) Károly Mária József (1894–1962), aki 1921-ben Margit dán királyi hercegnőt (Margarethe von Schleswig-Holstein-Sonderburg-Glücksburg, 1895–1992), Valdemár dán királyi herceg leányát vette feleségül.
8. Mária Antónia Zsófia Ludovika Jozefa Mikaéla (1895–1977), aki Benedek-rendi apáca lett a franciaországi Solesmes kolostorban.
9. Izabella Mária Anna (1898–1984), nem ment férjhez.
10. Lajos (Luigi) Károly Mária Lipót Róbert (1899–1967), aki 1939-ben Savoyai Mária Franciska olasz királyi hercegnőt, III. Viktor Emánuel király leányát vette feleségül.
11. Henrietta Anna Mária Immakuláta Ludovika Antónia (1903–1987), nem ment férjhez.
12. Kajetán (Gaetano) Mária József Piusz (1905–1958), aki 1931-ben Margarethe Marie Therese von Thurn und Taxis hercegnőt vette feleségül. Egyetlen leányuk született, Diána hercegnő. 1940. január 24-én a házastársak Budapesten elváltak.

### Pályafutása
1907-ben apja, I. Róbert parmai herceg elhunyt. A hercegi család vagyonának nagyobbik részét első feleségétől született fiára, Illés hercegre hagyta, aki egyben az idősebb, de szellemileg sérült testvéreinek kinevezett gyámja is lett. volt. Ez az egyenlőtlen vagyonmegosztás később ellentétet szült az első és a második feleségtől született testvérek között.

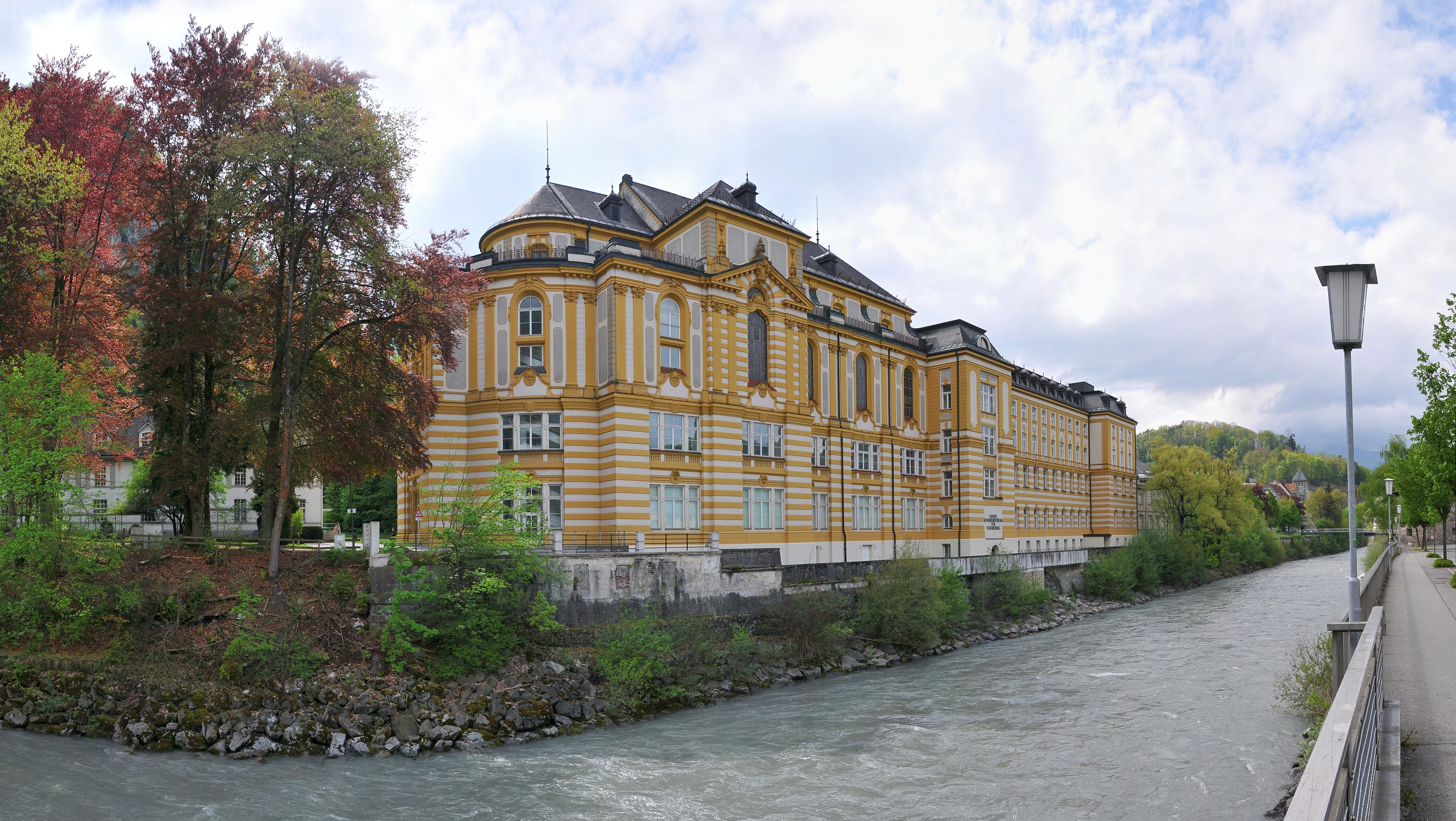
Az egykori Stella Matutina jezsuita gimnázium, ma tartományi konzervatórium, Feldkirch

Középiskolai tanulmányait az ausztriai Vorarlbergben, a svájci határhoz közel fekvő feldkirchi Stella Matutina jezsuita gimnáziumban végezte, majd Párizsban jogot tanult. Jogi doktorátusát 1914. május 26-án szerezte meg.
1911-ben Szixtusz húga, Zita hercegnő feleségül ment Szixtusz herceg gyermekkori jó barátjához, Károly osztrák főherceghez, az Osztrák–Magyar Monarchia trónörököséhez.  Az első világháború kitörésekor a francia ősökkel és osztrák családi kötődésekkel is rendelkező parmai Bourbon-fivérek családon belül eldöntötték, hogy katonatisztként melyikük melyik hadviselő fél seregébe jelentkezik. René, Félix és Illés a Monarchia hadseregébe, Szixtusz és Xavér a belga hadseregbe jelentkezett szolgálatra, hogy a háború kimenetétől függetlenül néhányan mindenképpen a győztesek oldalára jussanak. A testvérek a család ausztriai birtokán búcsúztak el egymástól.
1917-ben Károly császár titokban kapcsolatot keresett a francia kormánnyal, különbéke-tárgyalások szándékával. A bizalmas közvetítést Károly szárnysegédje, Erdődy Tamás gróf és a megbízható barát, a belga tisztként szolgáló Szixtusz herceg végezte. Svájcban élő anyján, Mária Antónia hercegnén Szixtusz herceg kapcsolatban állt I. Albert belga királlyal és Charles de Broqueville kormányfővel. A németbarát Ottokar Czernin cs. és kir. külügyminiszter és Georges Clemenceau francia miniszterelnök eltérő politikai törekvései nyomán miatt az egyezkedés ténye 1918 április 3-án nyilvánosságra került. Az uralkodó súlyosan kompromittálódott szövetségesei előtt, a német vezérkar szoros ellenőrzés alá vonta a Monarchia hadvezetését, a különbéke esélye megszűnt. A kudarcba fulladt kísérlet a sajtóban és a történetírásban Szixtusz-ügy (vagy Szixtusz-affér) néven maradt fenn.
Később Szixtusz herceg az olasz fronton osztrák–magyar hadifogságba esett, 1919-ben tért haza. 1919. november 12-én Párizsban feleségül vette Hedwig de La Rochefoucauld-Doudeauville hercegnőt (1896–1986), Armand de La Rochefoucauld, Doudeauville hercege és Luiza Radziwill (Radziwiłł) lengyel hercegnő leányát. 1922. március 12-én megszületett egyetlen gyermekük, Isabella Marie Antoinette Louise Hedwig de La Rochefoucauld-Doudeauville (1922-2014), aki 1943-ban Roger Alexander Lucien de la Rochefoucauld grófhoz (1915–1970) ment feleségül, 1966-ban elváltak, a grófot 1970-ben meggyilkolták.
A Saint-germaini békeszerződés jogot adott a győztes Franciaországnak, hogy végleg elkobozza az ellenséges hadseregekben szolgált „idegenek” franciaországi tulajdonát. A párizsi kormány 1919-ben lefoglalta a parmai Bourbonok tulajdonát képező chambord-i kastélyt is. Ugyanekkor az antant oldalán harcoló Szixtusz és Xavér hercegek a győztes pozíciójából pert indítottak az osztrák–magyar oldalra állt Illés bátyjuk ellen, és nagyobb részt követeltek apjuk vagyonából arra hivatkozva, hogy a korábbi családi vagyonjogi megállapodás ellentétes a francia törvényekkel. 1925-ben a francia bíróság helyt adott Szixtusz és Xavér követelésének, és bár a feljebbviteli bíróság 1928-ban megsemmisítette az ítéletet, a francia semmítőszék 1932-ben helybenhagyta azt. A fivérek egyenlő részt kaptak a vagyonból. Az elkobzott chambord-i kastélyt Illés hercegnek ítélték, a francia kormány azonban nem adta vissza, helyette pénzbeli kárpótlást fizetett Illésnek.

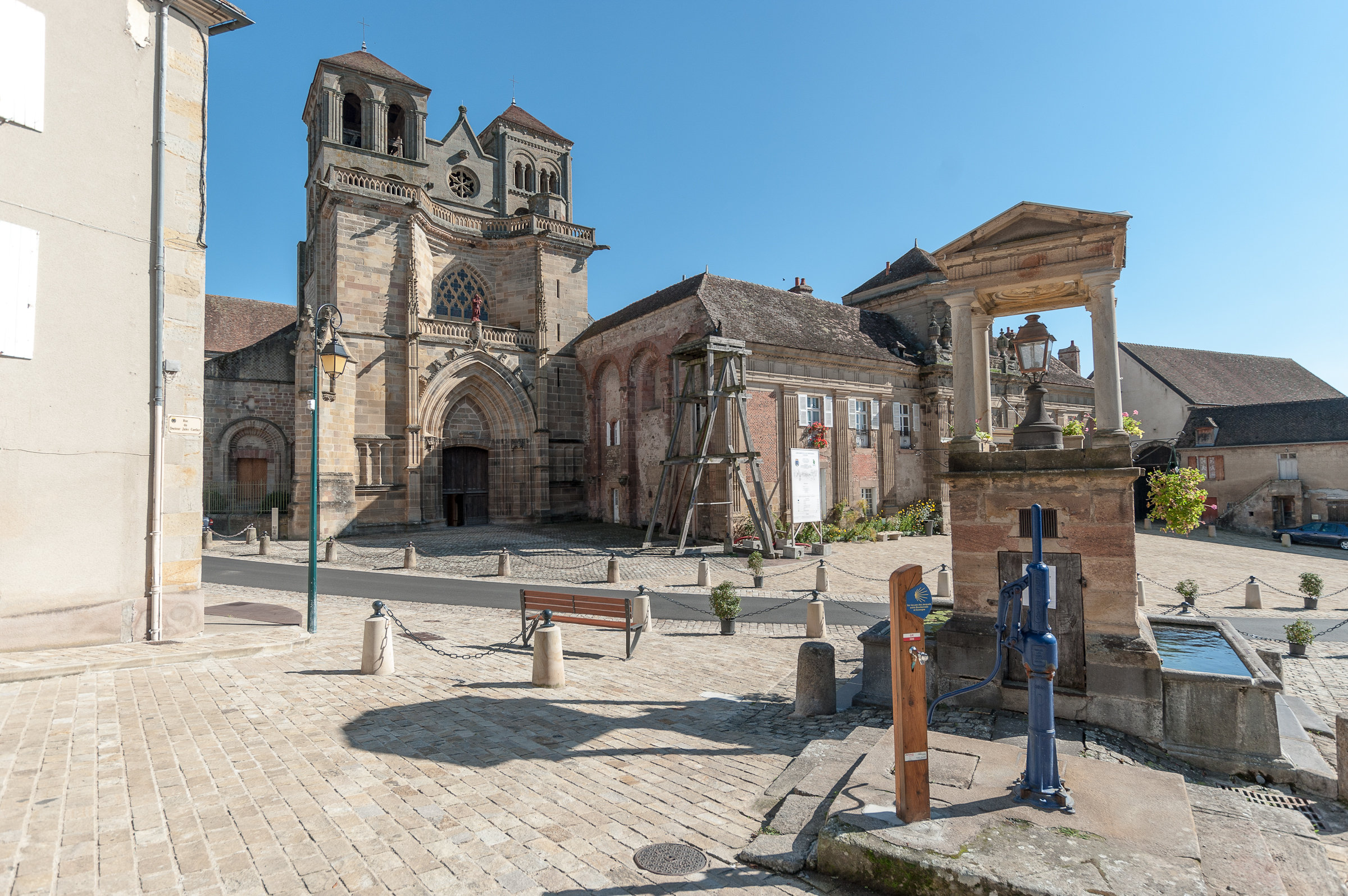
Nyughelye, a Szent Péter és Pál priorátusi templom, (Souvigny)

### Elhunyta
Szixtusz herceg haláláig Franciaországban élt. 1934. március 14-én hunyt el Párizsban. Az Auvergne régióban található Souvigny-ben, a középkori Bourbon és Auvergne uralkodó hercegeinek temetkezőhelyén, a Szent Péter és Pál priorátusi templom (Prieuré Saint-Pierre-et-Saint-Paul de Souvigny) egyik kápolnájában helyezték örök nyugalomra, I. Károlynak, Bourbon és Auvergne hercegének (1401–1456) sírhelye mellett, 1934. március 19-én.

## Külső hivatkozások
- A Szixtusz-affér. Austriaforum (AEIOU) (németül)
- A parmai Bourbonok családfája. (angolul)